# Вардо Румессен
Вардо Румессен (ест. Vardo Rumessen 8 серпня 1942, Пярну — 25 серпня 2015) — естонський піаніст, музикознавець і політик. 

## Життєпис
Народився в Пярну в родині музикантів. Батько, Вольдемар Румессен, був хормейстером і викладачем музики. Мати, Вельда Румессен, була оперною співачкою. 

### Освіта
Закінчив Талліннське музичне училище, а згодом — у 1971 — закінчив Талліннську консерваторію. 

### Музична кар'єра
- 1969 — 1972 — концертмейстер оперної студії Таллінської консерваторії.
- 1973 — музичний редактор Естонського радіо.
- 1973 — 1975 — викладач фортепіано в Талліннському педагогічному інституті.
- 1975 — 1991 — старший викладач класу фортепіано Таллінської консерваторії.
- 1978 — 1985 — музичний редактор нотних видань Естонського музичного фонду.
- 1987 — 1992 — Музичний продюсер об'єднання «Еесті контсерт» («Естонський концерт»).

### Політична кар'єра
- 1989 — член тимчасового правління Комітетів громадян Естонії.
- 1989 — 1995 — член Партії національної незалежності Естонії.
- 1990 — депутат Конгресу Естонії.
- 1990 —1992 — член правління Комітету Естонії.
- 1992 — член Конституційної асамблеї Естонії.
- з 1995 року — член партії Ісамаалійт.
- 1992 — 1995 і в 1999 — 2003 — депутат Рійгікогу (Парламент Естонії).

### Нагороди та звання
- 1973 — член Спілки композиторів Естонії, пізніше — член правління Спілки композиторів Естонії.
- Орден Державного герба 5-го ступеня (2005)

### Родина
Був одружений у другому шлюбі з Маайє Румессен (працює в оперному хорі Театру "Естонія"). 
Перша дружина — співачка Тійу Левальд. 
Донька — Інґе (нар. 1977) 